# Saint-Georges-des-Groseillers
Saint-Georges-des-Groseillers är en kommun i departementet Orne i regionen Normandie i nordvästra Frankrike. Kommunen ligger i kantonen Flers-Nord som tillhör arrondissementet Argentan. År 2022 hade Saint-Georges-des-Groseillers 3 169 invånare.

## Befolkningsutveckling
Antalet invånare i kommunen Saint-Georges-des-Groseillers
| Referens: INSEE |